# Glenn Hughes

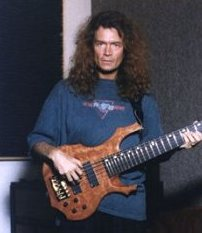
Imatge de Glenn Hughes.

Glenn Hughes és un vocalista i baixista de rock anglès, nascut a Cannock el 21 d'agost de 1951, famós per haver estat membre dels mítics grups de rock dur Deep Purple i Black Sabbath (encara que la participació amb aquesta última banda fou de curta durada i poc reeixida). També fou membre del grup de rock progressiu de principis dels anys setanta Trapeze.

## Inicis
Glenn Hughes, nascut dins una família de músics, deu el seu nom a l'admiració familiar per a Glenn Miller. Durant la seva infància, tingué dues passions: la música i el futbol. Finalment, es decantà per la primera amb el propòsit de realitzar una carrera musical. És per això que, l'any 1967, formà el seu primer grup, The News, amb els quals exercí de vocalista i de guitarrista. Més tard, s'afegí a The Finders Keepers, on tocà el baix.

## Trapeze
Trapeze fou la primera banda professional de Glenn Hughes, que fou fundada juntament amb el guitarrista Mel Galley, futur membre de Whitesnake, el bateria Dave Holland, futur membre de Judas Priest i dos ex-membres de The Montanas, Terry Rowley i John Jones. Hughes s'ocupà del baix únicament. Editaren un primer àlbum l'any 1970, anomenat simplement Trapeze. El mateix any, Rowley i Jones deixaren el grup per tornar a The Montanas, deixant el grup en trio. Però fou així com arribaren a la fama, principalment als EUA i gràcies a l'LP Medusa, on Hughes també s'ocupà del cant. Dos anys més tard, el grup edità You Are The Music...We're Just The Band. La fama de Glenn Hughes com a jove "promesa" del rock s'incrementava cada cop més, i se li proposà d'unir-se a grups com l'Electric Light Orchestra o The Move, en el moment en què començaven a sorgir problemes personals entre els membres del grup de rock dur Deep Purple.

## Deep Purple
Fou quan el vocalista Ian Gillan i el baixista Roger Glover tenien els dies comptats amb Deep Purple que Ritchie Blackmore, Jon Lord i Ian Paice, els altres membres de la formació aconseguiren convèncer Hughes perquè s'hi unís. Al principi, Hughes es negà a formar part del grup sabent que els altres membres no li deixarien ser vocalista al mateix temps que baixista, ja que no estaven convençuts de la seva veu. Finalment, quan li varen prometre que tindria participació vocal, encara que juntament amb un altre cantant, se sumà a la banda. Aquest altre cantant fou finalment David Coverdale, que fou contractat després d'haver estat expulsats Gillan i Glover de la banda anglesa. Amb aquesta formació, l'anomenada Mk.III, el grup edità dos discos d'estudi, Burn (1973) i Stormbringer (1974), on Hughes es reparteix la participació vocal amb Coverdale, a part de diferents àlbums en directe que es publicaren més tard com Made in Europe, Live in London, Live in Paris, Mk.III Final Concerts, Perks and Tit, extret d'un concert emès per televisió o California Jam, extret d'un concert emès per la televisió de la BBC. El 1975, el guitarrista Ritchie Blackmore deixà la banda i fou substituït per Tommy Bolin, en l'anomenada Mk.IV, amb qui Hughes s'entengué perfectament, encara que, desgraciadament, aquesta unió només durà un any, ja que el grup es dissolgué, això si, després d'haver editat un àlbum, Come Taste The Band. Igual que amb la formació de la Mk.III, diferents discos en concert s'editarien posteriorment, com Final Concert In Japan, This Time Around, King Biscuit Flower Hour o On The Wings Of A Russian Foxbat, a part de dos discos amb material inèdit: Days May Come And Days May Go i 1420 Beachwood Drive. Amb Deep Purple, Hughes realitzà 167 recitals.

## Carrera en solitari
El 1977, després d'haver col·laborat en els dos discos Tommy Bolin i d'instal·lar-se a Los Angeles, Glenn Hughes edità el seu primer LP en solitari, Play Me Out -un àlbum que no s'assembla en res als que havia publicat anteriorment amb altres grups- on es troben funk, jazz i pop. Però el fet que Hughes col·laborés contínuament amb altres artistes i les nits de festa provocà que trigués quinze anys a editar el segon. Entremig d'aquests anys, Hughes tornà al rock amb el guitarrista Pat Thrall i el disc Hughes/Thrall (1983) i també s'uní al guitarrista de Black Sabbath, Tony Iommi, pel que hauria d'haver estat el primer disc en solitari d'aquest últim. Però, tement un fracàs comercial, la companyia discogràfica obligà Iommi a utilitzar el nom del seu grup. Fou així com Glenn Hughes es convertí en vocalista (únicament, és a dir, sense ésser també baixista) de Black Sabbath en el disc Seventh Star (1986), això si, només durà sis concerts com a membre del grup anglès després de barallar-se amb el "tour manager" i quedar afectat de les cordes vocals. Tot i així, les col·laboracions entre Hughes i Iommi no s'acabarien aquí: el 1996 varen gravar un àlbum que finalment no va ser publicat però la gran qualitat musical del disc va provocar que la cinta fos robada i el treball va circular clandestinament en un "bootleg" (disc "pirata") anomenat Eighth Star (aprofitant el nom del disc amb Black Sabbath) fins a la seva publicació oficial l'any 2005 amb el nom The 1996 DEP Sessions. El mateix any 2005, Iommi i Hughes varen tornar a l'estudi de gravació per pulicar Fused, que va rebre, igual que el disc anterior, molt bones crítiques. Hughes no va reprendre la seva carrera en solitari fins al 1992, quan edità Blues. Posteriorment, publicà From Now On (1994), Burning Japan : Live (1994), Feel (1995), Play Me Out (1977-1995 : Reedició amb sis temes més), Addiction (1996), The Way It Is(1999), Return Of The Crystal Karma (2000), Incense & Peaches (2000), Building The Machine (2001), Songs In The Key Of Rock (2003). A Soulful Christmas (2004), Soulfully Live In The City Of Angels (2004, amb DVD inclòs). Els seus tres últims treballs, Soul Mover (2005), Music For The Divine (2006) i First Underground Nuclear Kitchen (2008) foren gravats amb les col·laboracions del bateria Chad Smith i del guitarrista John Frusciante, dels Red Hot Chili Peppers. Finalment, cal dir que Hughes també col·laborà, els anys vuitanta, amb el guitarrista Gary Moore i que ha editat tres discos, HTP (2002), Live In Tokyo (2002) i HTP : 2 (2003), amb el cantant (ex de Deep Purple i de Rainbow) Joe Lynn Turner en l'anomenat "Hughes-Turner Project".

## Discografia en solitari
- Play Me Out (1977)
- L.A. Blues Authority Volume II: Glenn Hughes - Blues (1992)
- From Now On... (1994)
- Burning Japan Live (1994)
- Feel (1995)
- Addiction (1996)
- Greatest Hits: The Voice of Rock (1996) (compilació)
- Talk About It EP (1997) (pistes inèdites: en directe i acústica)
- The God of Voice: Best of Glenn Hughes (1998) (compilació)
- The Way It Is (1999)
- From the Archives Volume I - Incense & Peaches (2000)
- Return of Crystal Karma (2000)
- Soulful Christmas (2000)
- Days of Avalon (VHS) (2001) (primer vídeo oficial en solitari)
- Building the Machine (2001)
- Different Stages - The Best of Glenn Hughes (2002)
- Songs in the Key of Rock (2003)
- Soulfully Live in the City of Angels (DVD i CD) (2004)
- Soul Mover (2005)
- ´Freak Flag Flyin' (2005)
- Music for the Divine (2006)
- This Time Around (2007) (compilació)
- Live in Australia (DVD i CD) (2007)
- First Underground Nuclear Kitchen (2008)
- Resonate (2016)

## Discografia amb altres grups
Amb Finders Keepers:
- Sadie, the Cleaning Lady (1968) (single)

Amb Trapeze: 
- Trapeze (1970)
- Medusa (1970)
- You Are the Music...We're Just the Band (1972)
- Welcome to the Real World (1993) (en directe 1992)
- High Flyers: The Best of Trapeze (1996) (el millor de 1970-1976)
- On the Highwire (2003) (el millor de 1970-1994)

Amb Deep Purple:
- Burn (1974)
- Stormbringer (1974)
- Made in Europe (1975)
- Come Taste the Band (1975)
- Last Concert in Japan (1976)
- Live in London (1982)
- Singles A's & B's (1993)
- On the Wings of a Russian Foxbat: Live in California 1976 (1995)
- California Jamming: Live 1974 (1996)
- Mk. III: the Final Concerts (1996)
- Days May Come and Days May Go, the California Rehearsals, June 1975 (2000)
- 1420 Beachwood Drive, the California Rehearsals, Part 2 (2000)
- This Time Around: Live in Tokyo (2001)
- Listen Learn Read On (2002)
- Just Might Take Your Life (2003)
- Perks and Tit (2004)
- Live in Paris 1975 (2004)
- Burn 30th Anniversary Edition (2004)
- Live in California 74 (DVD) (2005)
- Live in London (2007) (remastered)

Amb Black Sabbath:
- Seventh Star

Amb Tony Iommi:
- The 1996 DEP Sessions (2004)
- Fused (2005)